# Mineralogické sbírky VŠCHT v Praze
Mineralogické sbírky Vysoké školy chemicko-technologické v Praze patří mezi největší a nejvýznamnější sbírky nejen v rámci vysokých škol a univerzit, ale současně jsou s počtem zhruba 30 250 kusů exponátů také jednou z největších evropských mineralogických sbírek. Sbírky pražské Vysoké školy chemicko-technologické (VŠCHT), v neposlední řadě významné díky zastoupení ucelených kolekcí nerostů z různých částí světa, jsou mezinárodně evidovány v seznamech světových sbírek. Sály s expozicemi a depozitáři jsou umístěny v tzv. budově "A" v Technické ulici v Praze-Dejvicích, kde se mj. nachází také rektorát Vysoké školy chemicko-technologické.

## Historie
Mineralogické sbírky dnešní VŠCHT založil v roce 1835 Franz Xaver Maxmilian Zippe, rodák ze severočeského Falknova (Kytlice), který v uvedeném roce nastoupil na pražskou Polytechniku jako řádný profesor přírodních věd a zbožíznalství. Základem bylo vytvoření všeobecné a systematické sbírky minerálů, která měla sloužit pro pedagogické účely. Tuto sbírku profesor F. X. M. Zippe ještě doplnil o ukázky nerostů z českých mineralogických lokalit. F. X. M. Zippe předtím řadu let spolupracoval s nejvýznamnějším ze zakladatelů českého "Vlastenského muzea", pozdějšího Národního muzea, hrabětem Kašparem M. Šternberkem, a již od roku 1824 v tomto muzeu působil jako kustod mineralogických a paleontologických sbírek.
K velkému rozšíření a doplnění mineralogických sbírek Chemicko-technologické fakulty ČVUT došlo až v první dekádě po skončení druhé světové války, kdy byl vedoucím zdejší katedry mineralogie profesor Augustin Ondřej (1887-1956). Díky jeho péči vzrostl počet exponátů ve sbírkách z původních 2102 na 23 861 kusů, tedy na více než desetinásobek. Nástupce Augustina Ondřeje profesor Jan Kašpar (1908-1984) sám aktivně vyhledával nové exponáty pro mineralogické sbírky, za tím účelem procestoval prakticky všechny kontinenty a sbírky doplnil o množství cenných ukázek nerostů.
Jedním z posledních významných přírůstků sbírek se staly originální vzorky dříve neznámého minerálu čechitu Pb(Fe2+,Mn2+)(VO4)(OH), který v roce 1981 ve středověkých pinkách u Vrančic objevili a posléze popsali Zdeněk Mrázek a Zdeněk Táborský.

## Uspořádání sbírek
V ústředním velkém sále je umístěna systematická sbírka nerostů, v přilehlé menší místnosti se nachází sbírka dekoračních a šperkových kamenů. Kromě neopracovaných i leštěných ukázek drahých kamenů jsou zde vystaveny také syntetické kameny a skleněné modely nejproslulejších diamantů. Významnou součástí je krystalografická sbírka, v niž jsou ukázky přírodních krystalů doplněny jejich modely, sloužícími k výuce studentů. Další rozsáhlé plochy v přilehlých chodbách jsou věnovány petrografické sbírce, horninotvorným minerálům a také sbírce průmyslových surovin a technicky významných nerostů.

## Dostupnost
Sbírky, které se nacházejí v prostorách Ústavu chemie pevných látek v budově "A" Vysoké školy chemicko-technologické v Technické ulici č. 5 v Praze-Dejvicích, je možné navštívit v pracovní dny, ovšem výhradně na základě předchozí dohody s pracovníky ústavu. Bez objednání bývají sbírky přístupné pouze v době, kdy jsou v rámci VŠCHT pořádány Dny otevřených dveří, a to jen v předem stanovených časech prohlídek.